# Ricinodendron heudelotii
Genre
Espèce
Ricinodendron heudelotii, aussi appelé Njansang, Musodo, Erimado, Corkwood, Akpi et Essessang, est la seule espèce du genre Ricinodendron, dans la famille des Euphorbiacées. C'est un arbre à croissance rapide d'Afrique occidentale et centrale, dont les noisettes (akpi) sont utilisées comme arôme et épaississant.

## Taxonomie

### Liste des sous-espèces et variétés
Selon World Checklist of Selected Plant Families (WCSP) (27 septembre 2016) et Catalogue of Life (27 septembre 2016) :
- sous-espèce Ricinodendron heudelotii subsp. africanum (Müll.Arg.) J.Léonard (1961)
- sous-espèce Ricinodendron heudelotii subsp. heudelotii
  - variété Ricinodendron heudelotii var. tomentellum (Hutch. & E.A.Bruce) Radcl.-Sm. (1972)

### Synonymes
Les synonymes de Ricinodendron heudelotii sont :
- Barrettia Sim.
- Jatropha heudelotii Baill.
- Ricinodendron africanum Müll.Arg.
- Ricinodendron gracilius Mildbr.
- Barrettia umbrosa Sim
- Ricinodendron tomentellum Hutch. & E.A.Bruce
- Ricinodendron schliebenii Mildbr.

## Description
R. heudelotii est un arbre tropical d'une hauteur jusqu’à 50 m et une circonférence de 2,7 m en moyenne. Le tronc est droit avec des contreforts courts. L’écorce est grise mais peut aussi être presque blanche ou brune et quand coupé on trouve une couleur cramoisie. Les branches croissent plus ou moins horizontale à l’âge avancé de l’arbre et produisent un feuillage dense et d’une couleur mate verte. Les feuilles sont alternes avec 3-5 folioles de 6-20 cm de longueur) et 3-12 cm de largeur (folioles centrales plus grandes avec 10-30 cm). Les folioles sont sessiles ou sub-sessiles, sont oviformes à l’inverse avec la partie inférieure souvent feutrée et on trouve 10-16 nerves latéraux en pairs. Les feuilles jeunes sont de couleur vert pâle, les feuilles matures d’un vert plus sombre et avec un pétiole allant jusqu’à 20 cm.
R. heudelotii est monoïque avec une inflorescence duvetée jaune. La panicule mâle a une longueur de jusqu’à 41 cm, 5 sépales, une tube de corolle lobée a 5 et 10 étamines. Les panicules femelles sont plus courtes et costaudes avec des ovaires duvetés stellaires dans 2 styles : étroite et bipartite. Les fleurs sont de couleur blanc jaunâtre, mais on a aussi observé des fleurs vertes.
Les fruits sont indéhiscents, lobés à 2-3 avec 2 cellules, une pellicule grosse et dure avec une odeur évoquant des pommes blettes. Le poids des fruits est d’environ 20 g et la couleur est vert-jaune en maturité, mais change à noir. Ils contiennent 2-3 graines rondes et aplaties de couleur rouge-brun ou noir. Pendant la période où les fruits tombent, l’arbre perd ses feuilles.

## Reproduction
La dissémination de ses graines est facilitée par les éléphants, celles-ci étant capables de germer dans les excréments d'éléphant.

## Distribution
Il y a deux variétés de Ricinodendron heudelotii : R. heudelotii var. heudelotii au Ghana et R. heudelotii var. africanum à l'ouest du Nigeria. On trouve cette espèce dans les forêts à feuilles caduques et secondaires dans les zones semi-arides des savanes entre le Sénégal et l’Ouest de Cameroun, au Gabon, en République démocratique du Congo et aussi en Angola, au Kenya, en Tanzanie, au Rwanda et en Zambie. Les limites de l’altitude sont de 100-1200 m.

## Utilité et bénéfices

### Comestibles

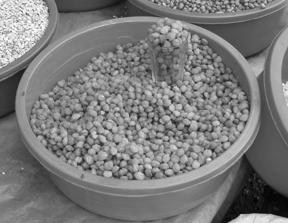
Graines en vente en Afrique centrale.

Séchées et pulvérisées, les graines (aussi appelées Akpi) avec leur haute valeur nutritive sont utilisées comme arôme et pour épaissir des soupes et des sauces après avoir été transformées en purée.
Dans une étude sur l’aptitude des graines de R. heudelotii comme nourriture pour cochons on a constaté une tenue de protéines de 31,4 % et de lipides de 44,7 %, dont 73 % étaient polyinsaturés.
L’arbre est aussi l'hôte pour de champignons consommés par les populations locales.

### Utilisation médicale
Les racines sont utilisées contre la constipation au Nigeria et en Côte d'Ivoire et, mélangées avec l’écorce, contre la dysenterie. L’écorce même est utilisée contre l’éléphantiasis (Sierra Leone), des douleurs et pour prévenir des fausses couches (Liberia) ainsi que contre la blennorrhagie, les menstruations douloureuses et comme parade pour des toxines (Gabon).

### Utilisation industrielle
La teneur d’huile des graines se monte à 49-63 % et l’huile est légère, douce, d’un couleur jaune et utilisée comme laquage, savon et pour des matériels imperméables.
Le bois de R. heudelotii est blanc, tendre, léger avec beaucoup de fibres et pas durable, mais très périssable et brûlant rapidement. Par conséquent le bois n’est pas utilisé communément comme bois d’énergie, mais pour sculpter et fabriquer des objets divers comme des cercueils, plats, tabourets et d’autres. Au Ghana, il est recommandé d’utiliser le bois pour l’isolation et la sciure utilisée pour des casques coloniaux.

### D'autres utilisations
En Guinée, la cendre de R. heudelotii  est utilisé pour colorer l'indigo. Les graines sont utilisées dans des maracas pour les danses traditionnelles au Sénégal et dans des jeux au Nigeria et au Cameroun. En l’Ouganda, R. heudelotii sert comme arbre ornemental.

Masques en République démocratique du Congo
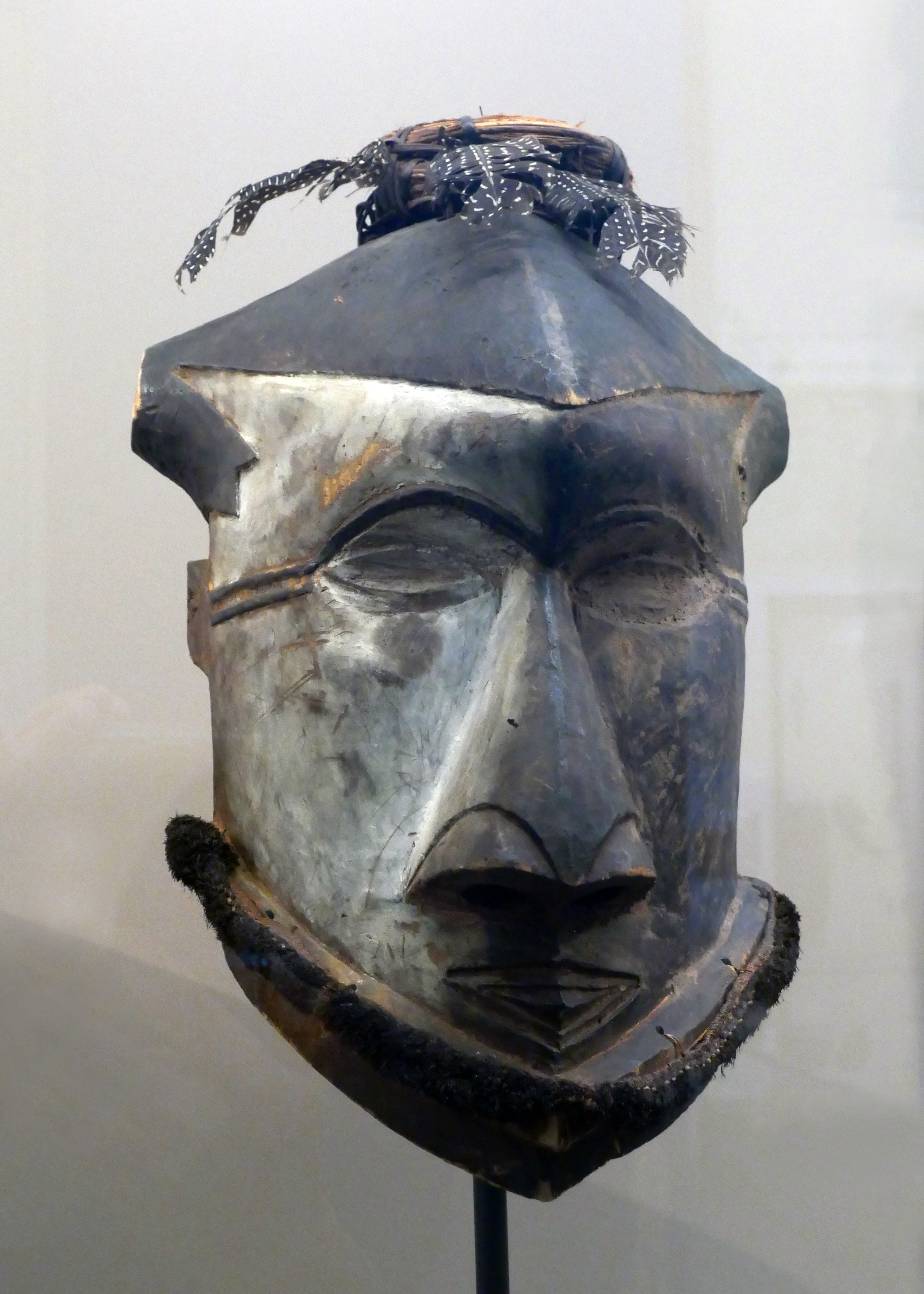
Masque Kuba du Kasai-Occidental.
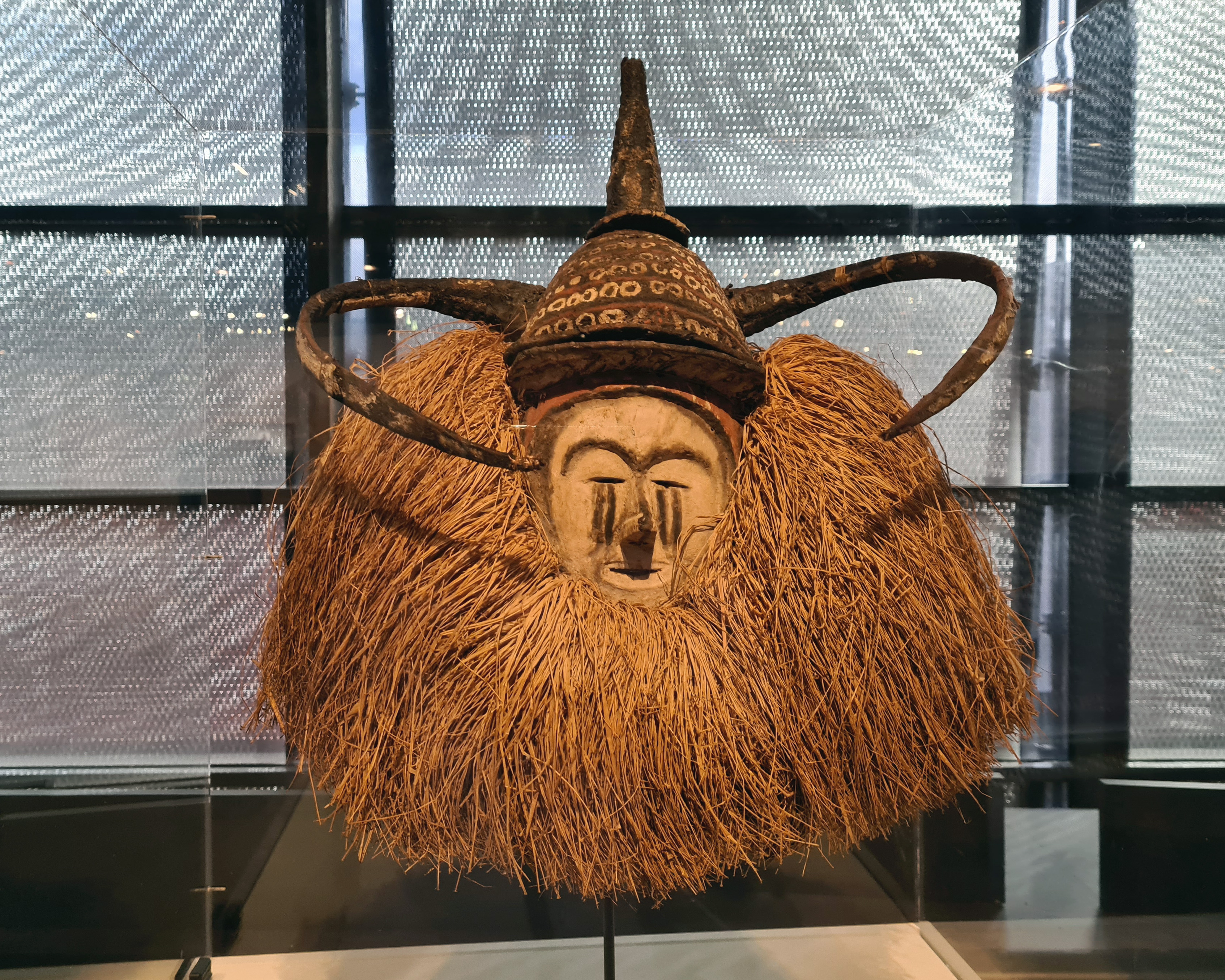
Masque kwesi Yaka.

### Valeur écologique
R. heudelotii a la réputation d’améliorer les sols et prévenir l’érosion grâce à ses racines. Celles-ci s'ancrent en profondeur et apportent ainsi une grande stabilité tout en libérant l'horizon de surface pour les racines des arbres voisins, qu'il permet alors de cultiver. Les résidus de l’extraction de l’huile des graines est un bon engrais pour son azote ; les résidus des feuilles fermentées et la cendre des pellicules des graines (riche en potassium) peuvent aussi être utilisés comme engrais.

## Production

### Culture
R. heudelotii est utilisé communément pour fournir l’ombre, souvent pour le cacao, le café ou des bananes. L’arbre répond bien à l’application de la technique du taillis. C’est un demandeur de lumière et préfère un sol acide avec une texture moyenne et un bon drainage, nécessitant une précipitation annuelle en moyenne de 1 400-3 500 mm et une température annuelle de moyenne entre 18-23 °C.

### Propagation
La germination des graines de R. heudelotii est lente et avec un taux de réussite de seulement 40 %. Car des prétraitements se révélaient comme inefficace, l’espèce est généralement propager végétativement sous forme des boutures.

### Parasites et maladies
Des études au Ghana ont relevé de la réceptivité a un puceron et des infections par une maladie jaune mosaïque et éclairant les veines. Le bois et réceptive aux champignons ce qu’accède a un changement de couleur vers bleu gris, brun et rose vif.

### Récolte des graines
Pour obtenir les graines des fruits il y a plusieurs phases de transformations: 
- Collection des fruits ou des graines dessous l’arbre.

- Fermentation pour laisser pourrir la pulpe du fruit. Ce processus prend deux semaines à l’air libre et quatre jours dans des sacs polyéthylènes.
- Dépulpage : séparer la gaine de la pulpe décomposée des fruits.
- Lavage des graines dépulpées.
- Bouillir les graines pour deux à trois heures.
- Fissuration des graines pour obtenir la part de l’intérieur.
- Séchage, recommandés sous le soleil pour une meilleure qualité.